# 中非戰爭
中非戰爭是發生在非洲中部的軍事衝突，影響的地區包括了查德、蘇丹與中非共和國。蘇丹地區的達爾富爾衝突及中非共和國內戰可能會併入這場戰爭。